# جوزيف فان دام
جوزيف فان دام (بالفرنسية: Joseph Van Dam)‏ مواليد 02 نوفمبر 1901 في بلجيكا - الوفاة 31 مايو 1986 في بلجيكا، كان دراج بلجيكي.

## سجل النتائج

### سباقات أو مراحل فاز بها
- طواف فرنسا

## وصلات خارجية
- الموقع الرسمي

## روابط خارجية
- جوزيف فان دام على موقع أرشيف الدراجات (الإنجليزية)
- جوزيف فان دام على موقع إحصائيات الدراجات الإحترافية (الإنجليزية)
- جوزيف فان دام على موقع CycleBase (الإنجليزية)